# 김무교
김무교(1975년 8월 27일 ~ )는 대한민국의 탁구 선수였다. 2000년 하계 올림픽에서 류지혜와 함께 복식 동메달을 획득하였다. 현재는 대한항공 여자탁구단 코치에서 은퇴하였다

## 출신 학교
- 월성초등학교
- 근화여자중학교
- 근화여자고등학교